# 滕宗諒
滕宗諒（991年—1047年），字子京，河南洛陽人，北宋官員。少年為游俠，大中祥符八年進士，曾於任官時，将公使錢用於犒賞士卒而被彈劾，後貶至巴陵。宋人王闢之《澠水燕談錄》稱“滕子京謫守巴陵，治最為天下第一。”《宋史》評價：“宗諒尚氣，倜儻自任，好施與，及卒，無餘財。”

## 生平
大中祥符八年（1015年）與范仲淹同科進士，授泰州軍事判官，遷當塗（今安徽當塗縣）、邵武（今福建邵武市）知縣。天圣早间（1023年-1032年，此处指1031年前6）腾子京改任大理寺丞。九年（1031年）被贬为闽北邵武知州。明代何乔远撰写的《闽书》评价他：“复知邵武军州事，自任好施予，喜建学，为人尚气倜傥，清廉无余财。”
明道元年（1032年）奉调入京，任掌殿中丞。景祐元年（1034年）調尚书祠部员外郎，知信州（今江西上饶市），次年調池州监酒。宝元元年（1038年）调江宁（今江苏南京）府通判，不久徙湖州（今浙江吴兴）知州。康定元年（1040年）官刑部员外郎、职直集贤院、任泾州（今甘肃州泾川北）知州。西夏國主李元昊率部攻入宋境，泾原路安抚副使葛怀敏与部将曹英等牺牲，滕子京征调农民充役守城，並招募勇士侦察敌情。最後西夏退兵。戰後，滕子京大設牛酒宴犒勞士卒，並以重金優撫其親屬，藉以求得邊境安定。范仲淹以此薦舉滕宗諒任庆州知州。
滕宗諒至慶州後，“處置戎事，甚得機要”，有“諸部屬羌之長千餘人，皆來謁見”，並用三千緡經費犒賞諸羌族酋長。慶曆三年八月，范仲淹入朝任參知政事，主持慶曆變法。是年九月，陕西四路马步军都部署、經略安抚招讨使郑戬告发滕子京在泾州滥用钱财，监察御史梁坚弹劾他一“涇州賤買牛驢”、“邠州聲樂數日”、“到任後使過錢十六萬貫”等事，范仲淹極力為滕辯誣，朝廷派燕度前往查勘，宗谅知悉來者為燕度後，則公然销毁账簿，而燕度為了羅織滕宗諒的罪名，弄得“枝蔓句追，囚系满狱，人人嗟怨”。後贬知凤翔府（今陕西宝鸡市境），又贬虢州（今河南灵宝市境）。
御史中丞王拱辰上奏，以为滕“盗用公使钱止削一官，所坐太轻”，甚至向皇帝宣稱，如果不依法辦理，一定辭職，本來要輕判的皇帝於是慶曆四年春，將滕宗諒贬到岳州巴陵郡（今湖南岳阳一带）。後謫守岳州三年，滕宗諒任内向民間債主們宣告，只要付一筆錢，由政府向欠錢不還者追債，債主們紛紛委託，政府於是賺到了一萬緡，用於重修岳陽樓。縣誌記載，新修的樓臺規模宏大，極為壯麗。滕宗諒写《與范經略求記書》給范仲淹，请他作记，随信附送《洞庭秋晚图》，范仲淹即應邀執筆寫下了名聞遐邇、廣為後世傳誦的《岳陽樓記》一文。
慶曆七年（1047年）初調任蘇州。三個月後，病逝於蘇州任所，享年五十七。葬于苏州，后其子孙迁葬于青阳县城南金龟源。